# Hanna Landing
Hanna Birgitta Landing Eriksson, född 3 december 1931 i Uppsala, död 1 oktober 2016 i Malmö, var en svensk skådespelare. Hon var gift med skådespelaren Kåre Sigurdson.

## Biografi
Hanna Landing bedrev teaterstudier för Axel Witzansky samt vid Norrköping-Linköping stadsteaters elevskola 1953–1956. Där spelade hon bland annat mot Nils Poppe i Här dansar Charleys tant 1959. Därefter har hon verkat vid Borås kretsteater, Helsingborgs stadsteater och Malmö Stadsteater. Hon gjorde även radioteater. Hanna Landing är begravd på Limhamns kyrkogård.

## Filmografi
- 1979 – Våning för 4 (TV-serie)
- 1996 – Torntuppen (TV-serie)
- 1997 – Ensam hemma 3
- 1997 – Anastasia
- 1998 – Drakresan
- 1999 – Offer och gärningsmän (TV-serie)
- 2002 – Syrenernas tid
- 2005 – Wallander – Byfånen
- 2010 – Julsaga

## Teater

### Roller
| År   | Roll                    | Produktion                                                                            | Regi                          | Teater                           |
| ---- | ----------------------- | ------------------------------------------------------------------------------------- | ----------------------------- | -------------------------------- |
| 1954 |                         | Markisinnan (The Marquise) Noël Coward                                                | John Zacharias                | Norrköping-Linköping stadsteater |
| 1954 | Keora                   | Thehuset Augustimånen (The Teahouse of the August Moon) John Patrick                  | Olof Thunberg                 | Norrköping-Linköping stadsteater |
| 1955 | Hortense Sylvia         | Lilla helgonet (Mam'zelle Nitouche) Henri Meilhac, Albert Millaud och Florimond Hervé | Olof Thunberg                 | Norrköping-Linköping stadsteater |
| 1955 | Fru Alexandersson       | Pippi Långstrump Astrid Lindgren                                                      | Bertil Norström               | Norrköping-Linköping stadsteater |
| 1955 | Modern                  | Jag vill vara en annan (Jeg vil være en Anden) Leck Fischer                           | Kurt-Olof Sundström           | Norrköping-Linköping stadsteater |
| 1955 | van Huysens kokerska    | Äktenskapsmäklerskan (The Matchmaker) Thornton Wilder                                 | Olof Thunberg                 | Norrköping-Linköping stadsteater |
| 1955 | Dunjasja                | Körsbärsträdgården (Вишнёвый сад, Visjnjovyj sad) Anton Tjechov                       | John Zacharias                | Norrköping-Linköping stadsteater |
| 1955 | Yvonne                  | Blåjackor (Boys in Blue) Lajos Lajtai och Lauri Wylie                                 | John Zacharias                | Norrköping-Linköping stadsteater |
| 1956 | Kristina                | Påsk August Strindberg                                                                | Ingrid Luterkort              | Norrköping-Linköping stadsteater |
| 1956 | Fröken Prism            | Mister Ernest (The Importance of Being Earnest) Oscar Wilde                           | Ingrid Luterkort              | Norrköping-Linköping stadsteater |
| 1956 |                         | Värdshusvärdinnan (La locandiera) Carlo Goldoni                                       | Kurt-Olof Sundström           | Norrköping-Linköping stadsteater |
| 1957 | Jane Chandler           | Natten till den 17 januari (Night of January 16th) Ayn Rand                           | John Zacharias                | Norrköping-Linköping stadsteater |
| 1957 | Platssökande nr 3       | Kritträdgården (The Chalk Garden) Enid Bagnold                                        | Ingrid Luterkort              | Norrköping-Linköping stadsteater |
| 1957 | Lampito                 | Lysistrate (Λυσιστράτη) Aristofanes                                                   | Olof Thunberg                 | Norrköping-Linköping stadsteater |
| 1958 | Tant Paula              | Oh, mein Papa! (Das Feuerwerk) Erik Charell, Jürg Amstein och Paul Burkhard           | Albert Gaubier John Zacharias | Norrköping-Linköping stadsteater |
| 1958 | Barnsköterskan          | Bättre sent än aldrig (It’s never too late) Felicity Douglas                          | John Zacharias                | Norrköping-Linköping stadsteater |
| 1958 | Fru Galuchon            | Clérambard Marcel Aymé                                                                | Gösta Folke                   | Norrköping-Linköping stadsteater |
| 1959 | Donna Lucia d'Alvadorez | Här dansar Charley’s tant (Where's Charley?) George Abbot och Frank Loesser           | Lars-Erik Liedholm            | Norrköping-Linköping stadsteater |
| 1959 | Domarens fru            | Den vackra mjölnarfrun (La Molinera de Arcos) Alejandro Casona                        | Sam Besekow                   | Norrköping-Linköping stadsteater |
| 1959 | Senatorns fru           | Född igår (Born Yesterday) Garson Kanin                                               | Palle Granditsky              | Borås Kretsteater                |
| 1960 |                         | Mans kvinna Vilhelm Moberg                                                            | Anita Blom                    | Borås kretsteater                |
| 1960 | Anna                    | Natten är min (La Bonne Anna) Marc Camoletti                                          | Palle Granditsky              | Borås kretsteater                |
| 1960 |                         | Om jag ville... (Si je voulais...) Paul Géraldy och Robert Spitzer                    | Kåre Santesson                | Borås kretsteater                |
| 1961 |                         | Ett dockhem (Et Dukkehjem) Henrik Ibsen                                               | Palle Granditsky              | Borås kretsteater                |
| 1963 | Ismene                  | Antigone Jean Anouilh                                                                 | Lars-Erik Liedholm            | Helsingborgs stadsteater         |
| 1963 | Ingrid                  | Job Klockmakares dotter Sara Lidman                                                   | Lars-Erik Liedholm            | Helsingborgs stadsteater         |
| 1963 | Dorine                  | Tartuffe (Tartuffe, ou l'Imposteur) Molière                                           | Per Sjöstrand                 | Helsingborgs stadsteater         |
| 1964 | Mimi Björnson           | Ostron och politik Guilherme Figueiredo                                               | Per Sjöstrand                 | Helsingborgs stadsteater         |
| 1964 | Margaret Mary Allen     | Bockfoten (Step-in-the-hollow) Donagh MacDonagh                                       | Bo Swedberg                   | Helsingborgs stadsteater         |
| 1964 | Fru Montague            | Romeo och Julia (The Tragedy of Romeo and Juliet) William Shakespeare                 | Per Sjöstrand                 | Helsingborgs stadsteater         |
| 1964 | Martina                 | Änkeman Jarl Vilhelm Moberg                                                           | Hans Bergström                | Helsingborgs stadsteater         |
| 1965 | Candida                 | Candida George Bernard Shaw                                                           | Bo Swedberg                   | Helsingborgs stadsteater         |
| 1965 |                         | Lyckliga draken (Le Drame du Fukuryu-Maru) Gabriel Cousin                             | Josef Halfen                  | Malmö stadsteater                |
| 1965 |                         | Victor eller den lille avslöjaren (Victor ou les Enfants au pouvoir) Roger Vitrac     | Sandro Malmquist              | Malmö stadsteater                |
| 1965 |                         | Karmelitersystrarna (Les Dialogues des Carmélites) Georges Bernanos                   | Andris Blekte                 | Malmö stadsteater                |
| 1966 |                         | Aldrig i livet (Busybody) Jack Popplewell                                             | Gösta Folke                   | Malmö stadsteater                |
| 1968 |                         | Kvinnorna från Shanghai eller Ett fall av hjärntvätt Tore Zetterholm                  | Per Siwe                      | Malmö stadsteater                |
| 1968 |                         | Trojanskorna (Τρῳάδες, Trōiades) Euripides                                            | Eva Sköld                     | Malmö Stadsteater                |
| 1974 |                         | Jag vill träffa Mjosov (Где вы, месье Миуссов?) Valentin Katajev                      | Andris Blekte                 | Malmö stadsteater                |
| 1978 |                         | Den feruketansvärda semällen Staffan Göthe                                            | Torbjörn Astner               | Malmö stadsteater                |
| 1979 |                         | Romeo och Julia (The Tragedy of Romeo and Juliet) William Shakespeare                 | Lennart Olsson                | Malmö stadsteater                |
| 1979 | Mrs Dixon               | Klubbat! (Ten Times Table) Alan Ayckbourn                                             | Eva Sköld                     | Malmö stadsteater                |
| 1981 |                         | Blodsbröllop (Bodas de Sangre) Federico García Lorca                                  | Eva Sköld                     | Malmö stadsteater                |
| 1982 | Elin                    | Natten är dagens mor Lars Norén                                                       | Göran Stangertz               | Malmö stadsteater                |
| 1986 |                         | Vägen till Mecka (The Road to Mecca) Athol Fugard                                     | Eva Sköld                     | Malmö stadsteater                |
| 1987 |                         | Jaktscener från Nedre Bayern (Jagdszenen aus Niederbayern) Martin Sperr               | Magnus Bergquist              | Malmö stadsteater                |
| 1988 | Linnéa Cervieng         | En uppstoppad hund Staffan Göthe                                                      | Magnus Bergquist              | Malmö Stadsteater                |
| 1998 | Mammy                   | Krymplingen på Inishmaan (The Cripple of Inishmaan) Martin McDonagh                   | Thomas Müller                 | Helsingborgs stadsteater         |
| 2003 |                         | Hårda bud (The Lying Kind) Anthony Neilson                                            | Richard Looft                 | Malmö Dramatiska Teater          |
| 2007 | Farmor                  | Festen Thomas Vinterberg, Mogens Rukov och Bo Hr. Hansen                              | Anders Lerner                 | Malmö Dramatiska Teater          |

## Radioteater

### Roller
| År   | Roll                   | Produktion                 | Regi           |
| ---- | ---------------------- | -------------------------- | -------------- |
| 1967 | Postfröken Tora Wallin | Efter fem år Folke Mellvig | Lennart Olsson |